# Есперантист
Есперантист (на есперанто: esperantisto) е определение за човек, който говори или използва изкуствения език есперанто.
Макар че определенията за „есперантист“ се различават, според декларацията от Булон („Deklaracio pri la esenco de Esperantismo“ – Декларация за същността на есперантизма), документ, договорен по време на първия Световен конгрес на есперанто, есперантист е човек, който говори на езика и го използва за всякакви цели. Есперантист също така е и човек, който участва в културата на есперанто.

## Списък на известни есперантисти

### Значими есперантисти
- Mузтар Абаси, пакистански учен, превел Корана на есперанто, както и други произведения,
- Уилям Оулд, известен шотландски поет, номинаниран за Нобелова награда за литература,
- Дюла Баги, поет, член на Академията за есперанто и „Баща“ („Paĉjo“) на есперантисткото движение,
- Анри Барбюс, френски писател, почетен президент на първия конгрес на Sennacieca Asocio Tutmonda,
- Кажимеж Беин, „Кабе“, виден есперанто активист и писател, който неочаквано напуска движението,
- Емил Боира, френски писател и първи президент на Езиковия комитет за есперанто (по-късно Академия за есперанто),
- Елвезио Каноника, известен преподавател в университета Монтен в Бордо,
- Антоний Грабовски, бащата на есперантистката поезия,
- Борис Колкер, учен, член на Академията за есперанто,
- Жорж Лагранж, френски писател,
- Джон Едгар Макфейдън,
- Фредерик Валес, първият есперантист в Испания,
- Жан Себо, помощник на Елвезио Каноника,
- Шандор Сатмари, водеща фигура в есперантистката поезия,
- Людвиг Заменгоф, полски очен лекар, създателят на есперанто.

### Политици
- Кажимеж Бадовски, основател на Комунистическата партия на Полша, насърчава есперанто в рамките на троцкисткото движение,
- Ричард Бартолд, сенатор от щата Мисури,
- Робърт Сесил, един от архитектите на Обществото на народите, удостоен с Нобелова награда за мир,
- Парли Паркър Кристенсен, политик от Юта и Калифорния,
- Вилем Дреес, холандски политик, министър-председател на Холандия,
- Малгожата Хандзлик, член на Европейския парламент,
- Жан Жорес, френски политик. Предлага използването на есперанто на Международния социалистически конгрес в Щутгарт през 1907 г.,
- Франц Йонас, президент на република Австрия, секретар на австрийската работническа есперантистка лига и основател на Internacio де Socialistaj Esperantistoj („Интернационал на социалистите есперантисти“),
- Хайнц Фишер, президент на Австрия,
- Йосип Броз Тито, ръководител на Югославия.[1]

### Писатели
- Надя Андриановя, украински писател и преводач,
- Мария Ангелова, българска поетеса,
- Рагнар Яумбалгсон, бразилски писател,
- Ба Джин, китайски писател и председател на китайския асоциация на писателите,
- Анри Барбюс, френски писател,
- Луи дьо Бофрон, писател,
- Герит Бервелинг, холандски есперантист, поет, преводач и редактор на Fonto,
- Марджъри Болтън, английска писателка и поетеса,
- Хорхе Камачо, испански писател,
- Василий Ерошенко, руски писател, езиковед, преподавател,
- Петър Гинц, чехословашко момче, родено в семейство на баща-есперантист, което написва есперанто-чешки речник, но по-късно умира в концентрационен лагер на 16-годишна възраст,
- Дон Харлоу, американски писател,
- Хектор Ходлер, швейцарски журналист, преводач, организатор и благодетел,
- Ханс Якоб, швейцарски писател,
- Калман Калослай, унгарски хирург, поет, преводач, редактор,
- Жорж Лагранж, френски писател, член на Академията за есперанто,
- Николай Некрасов, писател и преводач от Съветския съюз,
- Мауро Нерви, италиански поет,
- Эдмон Приват, швейцарски писател, журналист, университетски преподавател и активист на движението,
- Чезаро Росети, шотландски писател,
- Рене де Сосюр, швейцарски писател и активист,
- Теодоро Шварц, унгарски лекар от еврейски произход, адвокат, автор и редактор,
- Уилям Томас Стийд, известен благодетел, журналист и пацифист, който е на борда на „Титаник“ при потъването му,
- Торбергур Тортхарсон, исландски писател,
- Джон Роналд Руел Толкин,[2]
- Лев Толстой, руски писател и философ,
- Владимир Варанкин, руски писател,
- Жул Верн, френски писател, включил есперанто в последната си недовършена работа.

### Учени
- Даниел Бове, италиански фармаколог и лауреат на Нобелова награда за физиология или медицина, научил есперанто като първи език,
- Сидни С. Кълбърт, американски лингвист и психолог,
- Берталан Фаркаш, унгарски космонавт,
- Луи Люмиер, френски изобретател на кинематографа,
- Вилхелм Оствалд, немскилауреат на Нобелова награда за фундаменталната му работа в химическата катализа,
- Клод Пирон, психолог и лингвист, преводач в ООН,
- Райнхард Зелтен, немски икономист и лауреат на Нобелова награда за икономика през 1994 г. за работата си по теория на игрите. Той е автор на две книги на есперанто по този въпрос,
- Леонардо Торес Кеведо, испански инженер и математик,
- Юрьо Вялсяля, финландски астроном, открил астероидите 1421 Eсперанто и 1462 Заменгоф,
- Джон Уелс, британски фонетик и учител по есперанто,
- Владимир Кьопен, руски географ от немски произход,
- Марсел Менар, белгийски астроном.

### Други
- Рудолф Карнап, немски философ,
- Онисабуро Дегучи, една от основните фигури на религиозното движение Оомото в Япония,
- Алфред Фрид, лауреат на Нобелова награда за мир и автор на учебник по есперанто,
- Ебенезер Хауърд, известен с описанието си на утопичен град, в който хората живеят в хармония с природата,
- Папа Йоан Павел II дава няколко речи на живо на есперанто по време на своята кариера,[3][4]
- Франко Луин, шведски конструктор от словенски произход,
- Джон Меър, английски филолог-класик, който държи историческа реч срещуреформистите в есперанто на Световния конгрес на движението в Кеймбридж,
- Александър Недошивин, данъчен специалист, един от основателите на есперантското дружество в Каунас, Литва,
- Сок Джу Мен, корейски еколог,
- Уилям Пейдж, секретар на Единбургското есперантистко дружество,
- Ласло Полгар, унгарски учител по шах,
- Сюзън Полгар, унгарска шахматна гросмайсторка, учи есперанто от баща си Ласло,
- Уилям Шатнър, канадски актьор и музикант,
- Джордж Сорос, унгарско-американски милиардер,
- Даниел Тамът, британски гений-аутист, който владее есперанто като един от десетте езика, на които говори.